# 细叶石灰藓
细叶石灰藓（学名：Barbula gracilenta）为丛藓科扭口藓属下的一个种。